# Étables
 Étables  es una población y comuna francesa, ubicada en la región de Ródano-Alpes, departamento de Ardèche, en el distrito de Tournon-sur-Rhône y cantón de Tournon-sur-Rhône. 

## Demografía
| 490 | 468 | 426 | 468 | 483 | 553 |
| Para los censos de 1962 a 1999 la población legal corresponde a la población sin duplicidades (Fuente: INSEE [Consultar]) |     |     |     |     |     |

## Personajes ilustres
- Gabriel Longueville, sacerdote católico y mártir (1931-1976)